# Krásná (Těšín)
Krásná (polsky Krasna, německy Krasna, původně Schöndorf) je čtvrť Těšína rozkládající se na severovýchodním okraji města. Vsí protéká potok Krośnianka (Kraśnianka), který tvoří společně s historickou komunikací (dnešní ulice Mleczna) osu původního osídlení, které sestávalo z dvou řad usedlostí, na každém břehu jedné. Zástavba při dnešní rušné ulici z Těšína na Bílsko-Bělou je pozdější. Na historickém mapovém podkladu z let 1836-1840 ještě není zachycena.
První písemná zmínka o Pulcra villa (Krásná ves) pochází z roku 1284 a týkala se sporu mezi kaplanem hradní kaple v Těšíně a proboštem premonstrátského kláštera v Czarnowąsech u Opolí o vybírání desátku z této a několika dalších vesnic na Těšínsku. Po staletí sdílela osud Těšínského knížectví. V polovině 19. století se součástí obce Krásná staly také Guldovy. Po rozdělení Těšínska v roce 1920 vesnice připadla Polsku a v roce 1973 byla připojena k Těšínu. V roce 1997 obývalo sídelní jednotku Krasna 525 lidí.
V současnosti se jedná o okrajovou část města s převahou rodinné zástavby. Přes Krásnou vede rychlostní silnice S52, jejímž pokračováním na české straně je dálnice D48, a také „stará cesta“ z Těšína do Bílska-Bělé. Nachází se zde mimoúrovňová křižovatka Cieszyn-Wschód (Těšín-východ).
Od zřízení samostatné římskokatolické farnosti v Krásné sloužila věřícím k bohoslužbám hřbitovní kaple z roku 1901. V roce 2009 byla nahrazena novostavbou kostela, který je zvětšenou kopií původní kaple. Ve čtvrti se nachází také evangelická kaple z roku 1910.